# كارلو أمبروزيني
كارلو أمبروزيني (بالإيطالية: Carlo Ambrosini)‏ هو فنان قصص مصورة إيطالي، ولد في 15 أبريل 1954 في أزانو ميلا ‏ في إيطاليا.